# Romescamps
Romescamps ist eine französische Gemeinde mit 542 Einwohnern (Stand 1. Januar 2022) im Département Oise in der Region Hauts-de-France. Die Gemeinde liegt im Arrondissement Beauvais und ist Teil der Communauté de communes de la Picardie Verte und des Kantons Grandvilliers.

## Geographie
Die Gemeinde liegt rund neun Kilometer nordöstlich von Formerie und acht Kilometer südöstlich von Aumale an der Grenze zum Département Somme. Durch sie verläuft die Bahnstrecke von Amiens nach Reims; die Strecke von Aumale nach Abancourt verläuft knapp westlich außerhalb. Zu Romescamps, einem Straßendorf auf der Hochfläche, gehören die Gemeindeteile Carroix und Bernapré.

## Geschichte
Die Gemeinde, zu der bis 1823 auch Abancourt gehörte, erhielt als Auszeichnung das Croix de guerre 1914–1918.

## Einwohner
| 1962 | 1968 | 1975 | 1982 | 1990 | 1999 | 2006 | 2011 |
| ---- | ---- | ---- | ---- | ---- | ---- | ---- | ---- |
| 468  | 499  | 457  | 406  | 439  | 482  | 520  | 559  |

## Verwaltung
Bürgermeister (maire) ist seit 2014 Jacques Peigné.

## Sehenswürdigkeiten
- Pfarrkirche Saint-Jean-Baptiste aus dem 13. Jahrhundert; Taufstein und Adlerpult seit 1913 als Monument historique geschützt (siehe auch: Liste der Monuments historiques in Romescamps)
- Kriegerdenkmal